# Toulões
Toulões is een plaats (freguesia) in de Portugese gemeente Idanha-a-Nova en telt 318 inwoners (2001).